# Liturgusidae
Los liturgúsidos (Liturgusidae) son una familia de insectos mantodeos. Antiguamente se consideraban una tribu (Dactylopteryx) de la familia Hymenopodidae y de la subfamilia Acromantinae, así que probablemente estén muy emparentados o sean descendientes de esta familia y subfamilia.

## Géneros
- Ciulfina Giglio-Tos, 1915
- Dactylopteryx Karsch, 1892
- Gonatista Saussure, 1869 -
- Gonatistella Giglio-Tos, 1915
- Hagiomantis Audinet-Serville, 1839
- Humbertiella Saussure, 1869
- Liturgusa Stål, 1877 -
- Liturgusella Giglio-Tos, 1915
- Majanga Wood-Mason, 1891
- Majangella Giglio-Tos, 1915
- Mellierella Giglio-Tos, 1915
- Pseudogousa Tinkham, 1937
- Scolodera Milledge, 1989
- Stenomantis Saussure, 1871
- Theopompa Stål, 1877
- Theopompella Giglio-Tos, 1915
- Zouza Rehn, 1911